# Инцест траума
Инцест траума је тешко стање трауме проузроковано инцестом, слично траумама које имају жртве силовања, али често праћено и осећајем кривице. Захтева интензивну и специјализовану терапију.